# Райнер Варнинг
Райнер Варнинг (на немски: Rainer Warning) е немски филолог романист, литературен историк.

## Биография
Роден е на 10 април 1936 година в Оснабрюк, Германия. Завършва гимназия през 1955 г. Следва романска филология, англицистика, германистика, история и философия в Мюнстер, Безансон, Вюрцбург и Гисен (1964).
В университета в Гисен защитава дисертация върху Дени Дидро и Лорънс Стърн (1972). Хабилитира се в университета в Констанц с труд върху религиозните пиеси на Средновековието. Дългогодишен професор по романска филология и теория на литературата в Лудвиг Максимилиан университет в Мюнхен, където се пенсионира през 2002 г.
Гост професор в Корнелския университет, университета в Лос Анджелис, Еврейския университет и Станфордския университет. Член на Баварската академия на науките и на Academia Scientiarum et Artium Europaea. Член основател на изследователската група „Поетика и херменевтика“.
Проф. Варнинг е известен със своята теория за комическото. Той твърди, че „комическият конфликт не е комически сам по себе си, а само като отражение на последваща норма на очакване“, тоест смехът се поражда от нагласата на публиката.

### Авторски книги
- Illusion und Wirklichkeit in Tristram Shandy und Jacques le Fataliste (Илюзия и действителност в „Тристрам Шенди“ и „Жак Фаталиста“), München 1965 (Theorie und Geschichte der Literatur und der Schönen Künste, Bd. 4)
- Funktion und Struktur – Die Ambivalenzen des geistlichen Spiels (Функция и структура – амбивалентностите на средновековната религиозна драма), München 1974 (Theorie und Geschichte der Literatur und der Schönen Künste, Bd. 35)
- Lektüren romanischer Lyrik. Von den Trobadors zum Surrealismus (Прочити на романската лирика. От трубадурите до сюрреалистите), Freiburg / Br. 1997
- Flaubert und Fontane (Флобер и Фонтане), München 1997 (Sitzungsberichte der Bayerischen Akademie der Wissenschaften. Philosophisch-historische Klasse, Jahrgang 1997, Heft 8)
- Das Imaginäre der Proustschen ‚Recherche‘ (Въображаемото в Прустовото „В търсене на“), Reihe Konstanzer Universitätsreden Nr. 201, Konstanz 1999
- Die Phantasie der ‚Realisten‘ (Фантазията на „реалистите“), München 1999
- Proust-Studien (Изследвания върху Пруст), München 2000
- The Ambivalences of Medieval Religious Drama (Амбивалентностите на средновековната религиозна драма), Stanford, California, 2001
- Pariser Heterotopien. Der Zeitungsverkäufer am Luxembourg in Rilkes ‚Malte Laurids Brigge (Парижки хетеротопии. Люксембургският вестникопродавец в „Малте Лауридс Бриге“ на Рилке), München 2003 (Sitzungsberichte der Bayerischen Akademie der Wissenschaften. Philosophisch-Historische Klasse, Jahrgang 2003, Heft 1, 36 Seiten).
- Heterotopien als Räume ästhetischer Erfahrung (Хетеротопиите като пространства на естетическия опит), München 2009.[3]

### Съставителство и редакторска работа
- (Съст.): Rezeptionsästhetik – Theorie und Praxis, München 1975 (Uni-Taschenbücher 303)
- (Съст., заедно с Волфганг Прайзенданц): Das Komische, München 1976 (Poetik und Hermeneutik VII)
- (Съст., заедно с Ханс-Улрих Гумбрехт и Карлхайнц Щирле): Balzac, München 1980 (Uni-Taschenbücher 977)
- (Съст., заедно с В. Веле): Lyrik und Malerei der Avantgarde, München 1982 (Uni-Taschenbücher 1191)
- (Съст., заедно с Карлхайнц Щирле): Das Gespräch, München 1984 (Poetik und Hermeneutik XI)
- (Съст., заедно с В. Хауг): Das Fest, München 1989 (Poetik und Hermeneutik XIV)
- (Съст.): Marcel Proust – Schreiben ohne Ende, Frankfurt / Main 1994 (Siebte Publikation der Marcel Proust Gesellschaft)
- (Съст., заедно с Карлхайнц Щирле): Das Ende – Figuren einer Denkform, München 1995 (Poetik und Hermeneutik XVI)
- (Съст., заедно с В. Веле): Fin de Siècle (Romanistisches Kolloquium X), München 2002 2[4]
- (Съст., заедно с Г. Нойман): Transgressionen. Literatur als Ethnographie, Freiburg 2003.
- (Съст., заедно с А. Кабиц и В. Йостеррайхер): Zeit und Text, München 2003.
- (Съст., заедно с Улрих Петерс): Fiktion und Fiktionalität in den Literaturen des Mittelalters. Jan-Dirk Müller zum 65. Geburtstag, München 2009. 3